# Fuerza Aérea Griega
La Fuerza Aérea Helénica (en griego: Πολεμική Αεροπορία, romanización: Polemikí Aeroporía, literalmente en español: «Aviación Militar»), también conocida como Fuerza Aérea Griega, es la fuerza aérea de Grecia. La misión de la Fuerza Aérea Griega es vigilar y proteger el espacio aéreo griego, proporcionado asistencia y apoyo aéreo al Ejército Griego y la Armada Griega, así como la provisión de ayuda humanitaria en Grecia y en el resto del mundo cuando sea necesaria. Fue fundada en 1911 como Servicio de Aviación Helénico y se convirtió en una fuerza aérea independiente en 1930.
La misión de la Fuerza Aérea Helénica es guardar y proteger el espacio aéreo griego, proporcionar asistencia y apoyo aéreos al Ejército Helénico y la Armada Helénica, así como la provisión de ayuda humanitaria en Grecia y en todo el mundo. La Fuerza Aérea Helénica incluye aproximadamente 33,000 soldados activos, de los cuales 11,750 son oficiales de carrera, 14,000 son reclutas profesionales (.ΟΠ.), 7,250 son reclutas voluntarios y 1,100 son mujeres. El lema de la Fuerza Aérea Helénica es la antigua frase griega Αἰὲν Ὑψικρατεῖν (Aièn Hypsikrateîn, "Siempre dominar las alturas"), y la insignia de la FAH representa un águila volando delante de la escarapela de la Fuerza Aérea Helénica. La Fuerza Aérea Helénica es una de las tres ramas de las Fuerzas Armadas Helénicas.

## Historia
Véase también: Historia de la Fuerza Aérea Griega

### Fundación
En 1911, el gobierno griego nombró especialistas franceses para formar el Servicio de Aviación Helénica. Se enviaron seis oficiales griegos a Francia para entrenamiento, mientras que los primeros cuatro aviones de tipo Farman fueron encargados. Los seis se graduaron de la escuela Farman en Étampes, cerca de París, pero solo cuatro sirvieron posteriormente en la aviación. El primer aviador civil griego que recibió rango militar fue Emmanuel Argyropoulos, que voló en un Nieuport IV.G. (bautizado "Alkyon"), el 8 de febrero de 1912.
El primer vuelo militar se realizó el 13 de mayo de 1912 por el teniente Dimitrios Kamberos. En junio, Kamberos voló con el "Daedalus", un avión Farman MF.7 que se había transformado a hidroavión, estableciendo un nuevo récord mundial de velocidad media en 110 km/h (68 mph). En septiembre del mismo año, el ejército griego desplegó su primer escuadrón, la "Compañía de Aviadores" (en griego: Λόχος Αεροπόρων).

### Las guerras balcánicas y las consecuencias (1912 - 1930)

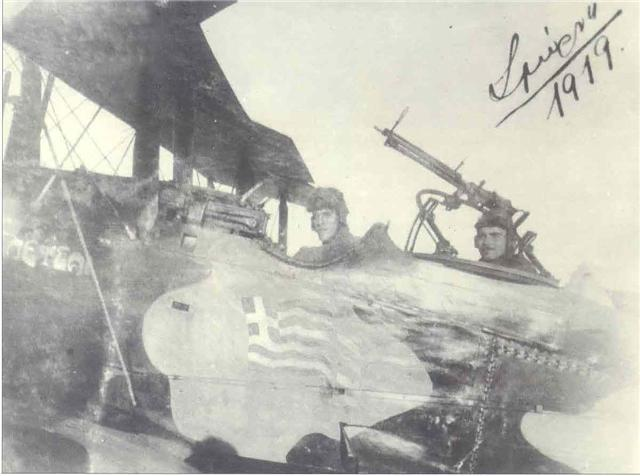
Airco De Havilland D.H.9 bombardero del Servicio Aéreo Naval Helénico en Esmirna/Smyrna (1919)

El 5 de octubre de 1912, Kamberos realizó la primera misión de combate, un vuelo de reconocimiento sobre Tesalia. Esto fue en el primer día de las guerras balcánicas. El mismo día, una misión similar fue trasladada por mercenarios alemanes al servicio otomano, sobre el frente de Tracia contra el ejército búlgaro. Las misiones griegas y otomanas, casualmente voladas el mismo día, fueron las primeras misiones de aviación militar en la historia de la guerra convencional. De hecho, todos los países balcánicos utilizaron aviones militares y mercenarios extranjeros durante las guerras balcánicas.
El 24 de enero de 1913 vio la primera misión de cooperación naval en la historia, que tuvo lugar en los Dardanelos. Con la ayuda del destructor de la Royal Hellenic Navy, RHNS Velos, el teniente Michael Moutoussis y el alférez Aristeidis Moraitinis volaron en el hidroavión Farman MF.7 de Kamberos y trazaron un diagrama de las posiciones de la flota turca, contra la cual lanzaron cuatro bombas. Este no fue el primer ataque aire-tierra en la historia militar, ya que hubo un precedente en la guerra turco-italiana de 1911, pero sí el primer ataque registrado contra barcos desde el aire.
Inicialmente, el Ejército Helénico y la Marina Real Helénica operaban unidades separadas de Aviación del Ejército y Aviación Naval. Durante las guerras de los Balcanes, se utilizaron varios tipos de aviones franceses Henry y Maurice Farman. El Hellenic Naval Air Service fue fundado oficialmente en 1914 por el entonces Comandante en Jefe (CnC) de la Royal Hellenic Navy, el almirante británico Mark Kerr. Las unidades de aviación griegas participaron en la Primera Guerra Mundial y en la Campaña de Asia Menor, equipadas por los Aliados con una variedad de diseños franceses y británicos.
En 1930 se fundó el Ministerio de Aviación, estableciendo a la Fuerza Aérea como la tercera rama de las Fuerzas Armadas Helénicas. El Servicio Aéreo del Ejército Helénico y el Servicio Aéreo Naval Helénico se fusionaron en un solo servicio, la Real Fuerza Aérea Helénica. En 1931 se fundó la Academia de la Fuerza Aérea Helénica, la "Escuela de Ícaros" (en griego: Σχολή Ικάρων).

### Segunda Guerra Mundial y Guerra Civil (1930 - 1950)

Bandera de la Fuerza Aérea Real Griega (1935-1970).

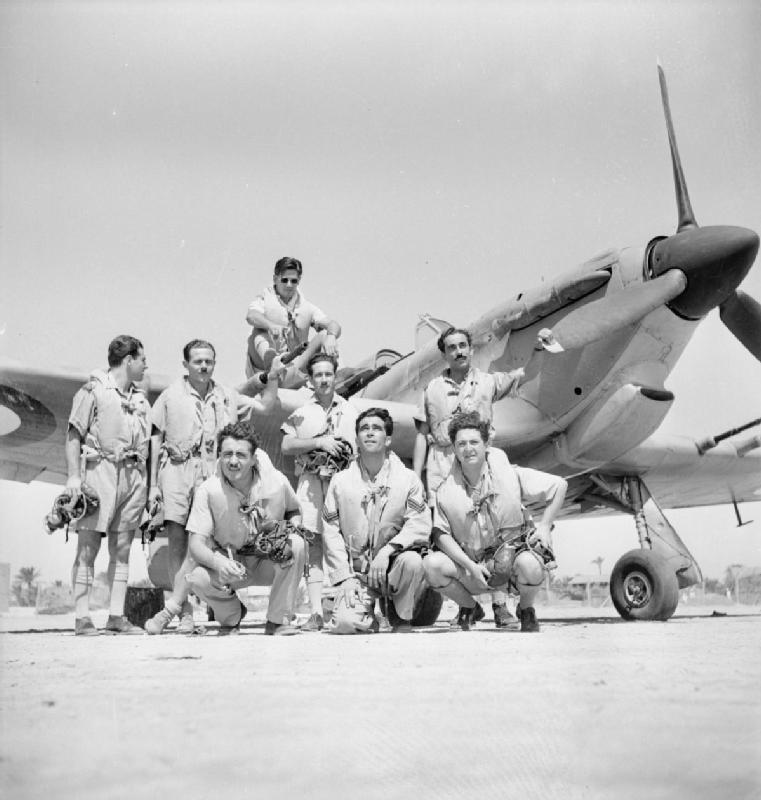
Pilotos griegos del 335.º Escuadrón de Combate en Egipto (1942).

En 1939, se realizó un pedido de 24 aviones de combate Marcel Bloch MB.151, pero solo 9 de los aviones llegaron a Grecia, ya que el estallido de la Segunda Guerra Mundial impidió que los franceses completaran el pedido. El avión entró en servicio en el 24.º Escuadrón de Persecución (MD - Moira Dioxis) de la Fuerza Aérea.
Durante la invasión italiana de Grecia (1940) en la Segunda Guerra Mundial, aunque fue superado en número y contando con solo 79 aviones contra 380 combatientes y bombarderos de la Regia Aeronautica italiana, RHAF logró resistir con éxito el asalto. El 2 de noviembre de 1940, un Breguet 19 interceptó a la 3 División Alpina Julia mientras penetraba la cordillera de Pindos en un intento de ocupar Metsovo. El mismo día, cuando el teniente marinos Mitralexis se había quedado sin municiones, apuntó con la nariz de su PZL P.24 a la cola de un bombardero Cant Z1007bis enemigo, rompiendo el timón y dejando fuera de control al avión.
Sin embargo, después de 65 días de guerra, el RHAF había perdido a 31 oficiales, 7 heridos, más 4 NCO muertos y 5 heridos. Mientras tanto, el número de aviones de combate se redujo a 28 cazas y 7 bombarderos aptos para el combate. Aún en marzo de 1941, la invasión italiana había sido repelida con éxito, ayudada por la contribución vital de RHAF a la victoria griega. Durante la guerra greco-italiana, la Fuerza Aérea Helénica derribó 64 aviones enemigos (confirmado) y reclamó otros 24. Sin embargo, según otras fuentes, la Fuerza Aérea Italiana perdió 65 aviones durante toda la campaña contra los griegos y luego los británicos, con 495 Aviones adicionales dañados.
En abril de 1941, la Wehrmacht alemana invadió Grecia para ayudar al asalto italiano. Durante esta segunda ola de invasión extranjera, la Luftwaffe finalmente logró destruir a casi toda la Fuerza Aérea Helénica. Sin embargo, algunos aviones lograron escapar al Medio Oriente, incluyendo 5 Avro Anson, 1 Dornier Do 22 y 3 Avro 626.
Durante la ocupación alemana de Grecia, la Fuerza Aérea fue reconstruida bajo el Ministerio de la Fuerza Aérea de Grecia, expatriada, con sede en El Cairo. Se construyeron tres escuadrones, operando bajo el mando de la RAF británica. Estos escuadrones fueron el 13.º Escuadrón de Bombardeo Ligero volando Avro Ansons, Bristol Blenheims y Martin Baltimores y los Escuadrones de Combate 335 y 336 volando Hawker Hurricane I/II y Spitfire V. Los escuadrones de la RHAF en el Medio Oriente volaron en una variedad de misiones, incluyendo patrullas de convoyes, búsqueda antisubmarina, patrullas ofensivas, reconocimiento, ataque e intercepción de aviones enemigos. En el verano de 1943, los escuadrones griegos participaron en el ataque contra la Wehrmacht alemana en la isla de Creta y luego de mayo a noviembre de 1944 en Italia. Durante esos años, 70 pilotos griegos se perdieron.
Durante la Segunda Guerra Mundial, los pilotos griegos que volaban con la RAF lograron muchas victorias. El comandante del ala, nacido en Rhodesia, John Agorastos Plagis, derribó 16 aviones enemigos sobre Malta y Europa occidental. El teniente Vasilios Michael Vassiliadis recibió 11.5 aviones enemigos en Europa occidental antes de que lo mataran en acción el 15 de marzo de 1945 en Alemania. Steve Pisanos, un inmigrante a los EE. UU. En 1938, se unió a un escuadrón Eagle de voluntarios estadounidenses en la RAF y luchó en Europa Occidental. Más tarde se unió a la USAF y adquirió la ciudadanía estadounidense y continuó volando con el mismo escuadrón, ahora parte de la USAF 4th FG. Había logrado 10 victorias con la USAF en 1944.
Después de la liberación de Grecia en 1944, RHAF regresó a Grecia y posteriormente jugó un papel decisivo en la guerra civil griega, que duró hasta 1950. Para entonces, fue reequipada con Supermarine Spitfire Mk, Cazas Spitfire Mk XVI y Curtiss SB2C Helldiver.

### Evolución de la posguerra (1950 - 1970)
Después del final de la guerra civil griega en noviembre de 1950, Grecia envió 7 aviones de transporte Douglas C-47 Dakota del 13 ° Escuadrón de Aviones de Transporte a Corea del Sur para ayudar a las Naciones Unidas. Los aviones griegos operaron en Corea hasta mayo de 1955. Los pilotos griegos volaron miles de misiones, incluyendo evacuaciones aéreas, transporte de personal, recolección de inteligencia y vuelos de suministro. En 1952, Grecia se unió a la OTAN y la Fuerza Aérea fue reconstruida y organizada según los estándares de la OTAN. Se introdujeron nuevos aviones, incluyendo aviones.
El primer avión de combate volado por el RHAF fue el Republic F-84G Thunderjet en 1955. También fue volado por el primer equipo aeroacrobacia de la Fuerza Aérea 337 SQ "Llama Helénica" (en griego: Ελληνική Φλόγα). El RF-84F entró en servicio con el Escuadrón de Reconocimiento Táctico 348 en 1956. Aunque el F-84G fue reemplazado por el Canadair Sabre 2 en 1954 y 1955 después de que 100 unidades se retiraron de la Royal Canadian Air Force y se actualizaron en el Reino Unido antes de ingresar servicio con el RHAF, el RF-84F permaneció en servicio hasta 1991. El Lockheed T-33 también se entregó como entrenador en 1955. Algunos RT-33 se usaron para misiones de reconocimiento.
A finales de la década de 1960, el RHAF adquirió un nuevo avión a reacción. Estos incluyen el Convair F-102 Delta Dagger (en servicio 1969-1975), el Lockheed F-104G Starfighter y el Northrop F-5 Freedom Fighter. El F-104 y el F-5 permanecieron en servicio hasta mediados y finales de los años ochenta.
A mediados de la década de 1970, la Fuerza Aérea Helénica se modernizó aún más con las entregas de la flota Dassault Mirage F1CG, el Vought LVT A-7 Corsair II (incluidos varios TA-7Hs) y el primer lote de McDonnell-Douglas F-4 Phantom IIs. 
En 1993, la Fuerza Aérea de los Estados Unidos entregó 62 A-7E y TA-7C adicionales que aumentaron aún más las capacidades aire-tierra del HAF. Estas aeronaves permanecieron en servicio hasta 2011.

### Modernización (1980 - 1997)
Hasta fines de la década de 1980, la Fuerza Aérea desplegó misiles armados con ojivas nucleares estadounidenses utilizando el LTV TA-7C Corsair II. Como resultado de la tensión greco-turca alrededor de la iinvasión turca de 1974 a Chipre, los Estados Unidos retiraron sus armas nucleares de las unidades de alerta griegas y turcas para almacenarlas. Grecia vio esto como otro movimiento pro turco de la OTAN y retiró sus fuerzas de la estructura de mando militar de la OTAN de 1974 a 1980.
En marzo de 1985, el gobierno griego anunció la compra de 34 F-16C y 6 F-16D variante del Bloque 30 en el programa de modernización “Peace Xenia I”. En el mismo mes, Grecia ordenó 36 Mirage 2000EG de un solo asiento y 4 Mirage 2000BG de dos asientos, como parte del programa de modernización "Talos".
Posteriormente, en 1989, se introdujeron los primeros cazas de cuarta generación, marcando el comienzo de una nueva era: el primer avión Mirage 2000 EG/BG se entregó al Ala de Combate 114 en la base de la fuerza aérea de Tanagra y equipó a los escuadrones 331 y 332. En enero de 1989, el primer Bloque F-16C / D 30 llegó a 111 alas de combate en la base de la fuerza aérea Nea Anjíalos y se asignó a los 330 escuadrones de interceptores "Thunder" y 346 "Jason" en la base de la fuerza aérea de Larissa.
El 29 de marzo de 1991, el RF-84F se retiró del servicio después de 34 años y 7 meses de vida operativa. En noviembre de 1992, se entregaron más RF-4E al 348 Escuadrón de Reconocimiento Táctico "Ojos".
En 1993 se inició el programa de modernización “Paz Xenia II”. Grecia ordenó 32 F-16C y 8 F-16D, variante del Bloque 50. El primer Bloque 50 se entregó el 25 de julio de 1997. Estas aeronaves, equipadas con la navegación LANTIRN y el dispositivo de puntería, así como los misiles AIM-120 AMRAAM y AGM-88 HARM, se asignaron a las 341 "Flechas" y 347 "Perseo". Escuadrones en la base aérea de Nea Anjíalos . La misión básica de 341 escuadrón "Flecha" es la supresión de las defensas aéreas enemigas (SEAD). El papel del 347 escuadrón "Perseo" es la misión aire-tierra.

### Entrando en elsigloXXI(1998 - 2007)

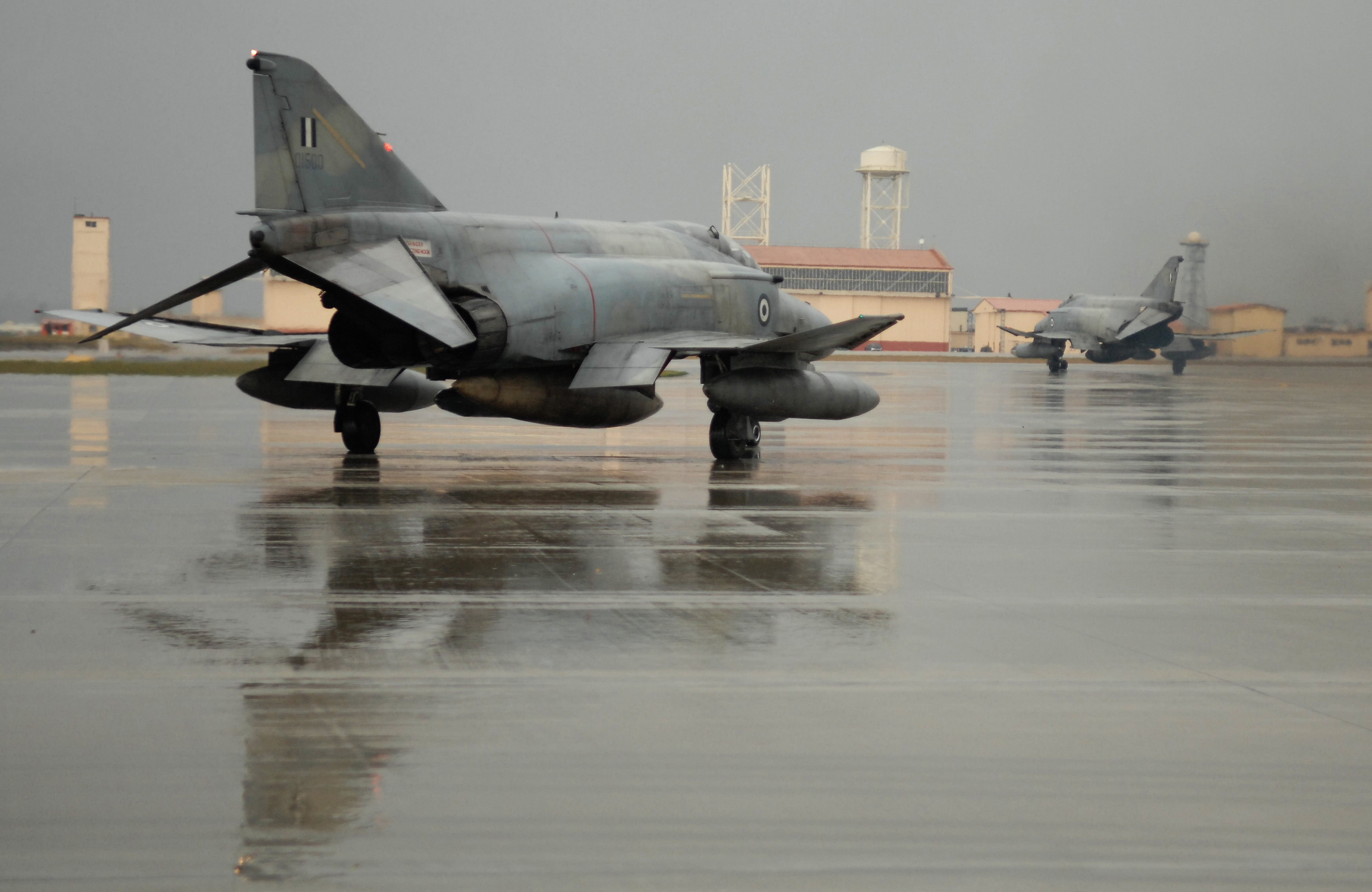
Cazas F-4E Phantom II de la Fuerza Aérea Helénica en la Base Aérea de Aviano (Italia).

En 1998, Grecia decidió, en colaboración con la industria aeroespacial alemana (DASA) y la industria aeroespacial helénica (HAI / EAB), mejorar 39 cazas Phantom II F-4E. El primer avión se entregó en la Base Aérea de Andravida en diciembre de 2002. Este avión, que fue nombrado "Princesa de Andravida" (s/n 72-01523), fue único porque no tenía instalado el cañón M61 Vulcan. Todos los F-4 actualizados fueron equipados con el nuevo radar AN/APQ-65YG similar al del F/A-18 Hornet, una nueva Computadora de Control de Misión (MCC) a bordo, una Pantalla Head Up, un Interrogador IFF, Pantallas Multifunción. y también eran capaces de transportar una variedad de misiles avanzados aire-aire y aire-tierra. Estos incluyen el AIM-120 AMRAAM (aunque solo la edición -B), el misil AIM-9M, el AFDS y toda la familia de las bombas guiadas por láser Paveway (I, II y III).
Estas aeronaves fueron las variantes F-4E Peace Icarus 2000 (PI2000) o F-4E Phantom II AUP (Avionics Upgrade Program). Aunque el retiro gradual de las unidades F-4 comenzó en 2017 con la intención de reemplazarlos con nuevos F-16 adicionales, a partir de 2018, estas aeronaves aún están operativas en misiones de múltiples funciones con el 338 Escuadrón "Ares" y el 339 Escuadrón "Ajax" basado en la Base de la Fuerza Aérea de Andravida. Recientemente, de acuerdo con 338 cuadrillas del grupo "Ares", el F-4E Phantom II PI2000 (AUP) ha sido certificado para el uso de las bombas guiadas por láser GBU-27 Paveway III, lo que hace que el avión sea un excelente y Plataforma moderna para golpes de precisión.
En el año 2000, Grecia decidió comprar un gran número de cazas para reemplazar a los F-4E que aún no han sido mejorados, varios Corsarios A-7 y la flota de Mirage F1CG. Se colocó un pedido de 60 F-16 Block 52 Plus. El pedido fue para 50 monoplazas de la versión C y 10 biplaza de la versión D.
Hasta el 2001, Grecia participó en el "intercambio de armas nucleares" de la OTAN, utilizando el A-7 Corsair II para desplegar ojivas nucleares tácticas B61 desde la Base de la Fuerza Aérea Araxos. Luego, Grecia decidió estratégicamente eliminar todas las armas nucleares almacenadas en Grecia y no compró más aviones con capacidad de montaje nuclear.
En septiembre de 2004, Grecia también decidió actualizar todo su Mirage 2000 existente al estándar Mirage 2000-5F Mark 2 (Mk2) y realizar un pedido adicional de 15 aviones Mirrage 2000-5Mk2 nuevos. El proyecto fue realizado por Dassault Aviation y la industria aeroespacial helénica (HAI/EAB). El Mirage 2000-5Mk2 tiene un nuevo y más potente radar, capacidades mejoradas de aire a tierra de largo alcance que incluyen el misil de crucero SCALP EG, un nuevo sistema de autoprotección (SPS), un nuevo sistema de navegación inercial (INS), un Cabina de cristal y la adición de capacidad de reabastecimiento de combustible.
Finalmente, en 2005, HAI fue oficialmente la primera fuerza aérea del mundo en agregar el F-16 Block 52 Plus a su inventario, desde que se entregaron los primeros aviones. Este tipo avanzado de F-16 es una versión mejorada del Bloque 50 con un radar más potente, tanques de combustible conformes para un rango operativo más largo, sistemas de comunicación avanzados, un motor mejorado, sistema de señalización de casco de junta (JHMCS) y es capaz de transportar más Armas avanzadas, incluido el misil IRIS-T aire-aire. Tres escuadrones operan con este tipo de F-16. Estos escuadrones son el "Fantasma" del Escuadrón 337 en la base aérea de Larissa, el Escuadrón "Fox" 340 y el "Estrella" del Escuadrón 343 en la base aérea de Suda.
En 2007, el gobierno griego ordenó un adicional de 30 cazas F-16, 20 plazas individuales y 10 plazas dobles. Sin embargo, esta vez, la variante de la aeronave fue el F-16C/D Block 52+ Advanced, que había sido específicamente modificado para la Fuerza Aérea Helénica y ofrecido como F-16 52M por Lockheed Martin, debido a la potencia de cálculo mejorada de la misión a bordo. ordenador (MMC). La diferencia entre el Block 52+ y el Block 52+ Advanced, es el sistema de comunicaciones LINK 16 de la versión Advanced, así como una computadora de control de la misión más potente, una pantalla multifunción adicional con un mapa móvil de navegación, un sistema de información avanzado y la capacidad de llevar el RECCE Reconocimiento Pod. Los primeros aviones se entregaron en mayo de 2009 y vuelan con el 335 Escuadrón "Tigre" en la base aérea de Araxos.

### Planes futuros
Debido al retiro y la obsolescencia de las unidades que han finalizado su ciclo operativo (A-7E Corsair II y F-4 Phantom II), el HAF esperaba adquirir nuevos cazas de cuarta, 4,quinta o sexta generación y al mismo tiempo mantener un total de 300 cazas avanzados, según el estudio "Planificación operativa 2007-2012" del Consejo de la Fuerza Aérea Suprema, que se publicó en 2007. Los candidatos para la nueva generación de aviones fueron Dassault Rafale, F-35 Lightning II, F/A- 18E/F Super Hornet, MiG-35 y Sukhoi Su-35.
Sin embargo, los recortes presupuestarios anteriores, aunque no tuvieron un impacto significativo en las capacidades de HAF, retrasaron algunos programas para el futuro. El programa de modernización de HAF estimó en 2007 que era necesario comprar 45 aviones de entrenamiento avanzado, 15 helicópteros SAR y 40-60 cazas nuevos. Debido a los recientes problemas económicos de Grecia, estos programas se han retrasado.
Para llenar el vacío hasta entonces, HAF está modernizando constantemente la flota de sus cazas Mirage 2000 y F-16 existentes. A partir de 2018, Lockheed Martin ha sido contratado para actualizar 84 F-16C/D Block 52+ y Block 52+ Advanced (Block 52M) al último estándar F-16V Block 70/72 (Viper), lo que brinda capacidades solo a la flota Disponible en los luchadores de quinta generación más modernos, como el F-35 Lightning II. Si bien los aviones anteriores F-16C/D Bloque 30 y Bloque 50 de HAF no están incluidos en la actualización, se espera que reciban equipos donados de las plataformas mejoradas.
Durante la crisis económica griega, los recortes presupuestarios (2011-2013) obligaron a HAF a inmovilizar muchos de sus F-16 debido a la falta de piezas de repuesto y mantenimiento. Finalmente, en 2015, Grecia solicitó al gobierno de los EE. UU. Que proporcionara piezas de repuesto en apoyo de su F-16, F/RF-4E, C-130H/B, C-27J, T-6A/C y otras aeronaves con sistemas/Subsistemas de origen estadounidense. El costo estimado de este pedido fue de $ 160 millones.
En julio de 2016, comenzó la actualización de 6 aeronaves Lockheed P-3B Orion de apoyo naval almacenadas, que extendieron la vida útil de 4 aeronaves hasta al menos 2025.
Grecia adquirió 18 cazas Dassault Rafale en enero de 2021:  12  aviones de segunda mano, que operaba el Ejército del Aire francés, y 6 de nueva construcción. En 2022 se firmó la adquisición de 6 nuevos Rafale, que se unirán al 332 Escuadrón del Ala 114 en la base aérea de Tanagra a partir del verano de 2024. Con esta nueva compra, el total de Rafale de la Fuerza Aérea Griega sumará 24 aviones.
En julio de 2022, Grecia envió una solicitud oficial a Estados Unidos para la compra de 20 aviones de combate de quinta generación F-35, fabricados por Lockheed Martin,

## Política y participación política.
De acuerdo con la Constitución griega y la Doctrina de las Fuerzas Armadas Helénicas después de 1974, la ley exige que las fuerzas armadas de Grecia permanezcan políticamente neutrales en todo momento. En sus primeros años, sin embargo, la Fuerza Aérea era considerada políticamente de derecha y realista. Sin embargo, su cuerpo de oficiales demostró ser el más izquierdista político de las Fuerzas Armadas. Durante la guerra civil griega, los oficiales del ejército griego denunciaron a sus homólogos de la Fuerza Aérea como "izquierdistas" y "comunistas" y los consideraron desleales y poco fiables.
Durante el Golpe de los Coroneles (1967-1974), la Fuerza Aérea ayudó al Rey Constantino II en su fallido contraataque de diciembre de 1967 y muchos oficiales de alto rango de la Fuerza Aérea fueron torturados por los hombres de Dimitrios Ioannidis de la ESA. El único oficial de la Fuerza Aérea que tuvo un papel importante en el régimen dictatorial fue Antonis Skarmaliorakis.
Después de que Andreas Papandreou y su Movimiento Socialista Panhelénico (PASOK) subieron al poder en 1981, poniendo fin a un largo dominio conservador en la política griega, se demostró que los oficiales de la Fuerza Aérea estaban entre los partidarios más entusiastas de Papandreou en las Fuerzas Armadas. El primer ministro Papandreou le devolvió el "favor" y en 1984 se convirtió en un mariscal de la Fuerza Aérea, Jefe del Estado Mayor de la Defensa Nacional Helénica, lo que la convirtió en la primera vez que alguien de la Fuerza Aérea se levantaba para ocupar este puesto.
En política internacional, el antagonismo entre Grecia y Turquía ha hecho imperativo que HAF mantenga un equilibrio cuantitativo y cualitativo. Durante años, la mayoría de las veces, los pilotos de HAF y TAF han participado en simulacros de peleas de perros sobre el mar Egeo. Debido a los recientes problemas económicos de Grecia, es menos probable que HAF compre combatientes avanzados adicionales en un futuro cercano. Por lo tanto, esto podría afectar el actual equilibrio del poder aéreo en la región del Mediterráneo oriental.
Debido a la existencia de la "" Doctrina de Defensa Conjunta "entre Grecia y Chipre, HAF también es responsable de la defensa del espacio aéreo chipriota, ya que Chipre no tiene fuerza aérea propia. Los aviones de HAF deben poder llegar a la isla y permanecer en el espacio aéreo chipriota durante períodos prolongados y posiblemente en condiciones de combate. La distancia entre la base aérea griega más cercana en la isla de Creta y Chipre es de unos 700 km. Además, la Fuerza Aérea busca tener la capacidad de atacar a más de 1000 km de sus bases. Todos estos, hacen del rango uno de los factores más importantes para la Fuerza Aérea Helénica.
Finalmente, debido a razones políticas, HAF ha decidido operar dos tipos principales de caza (uno estadounidense y otro europeo). Esto contrasta con otras fuerzas aéreas de la OTAN que operan solo un tipo de avión de combate.

## Inventario de aeronaves
| Aeronave                              | Origen                      | Tipo                                               | Versiones                          | En servicio | Notas |
| Cazas                                 | Cazas                       | Cazas                                              | Cazas                              | Cazas       | Cazas |
| ------------------------------------- | --------------------------- | -------------------------------------------------- | ---------------------------------- | ----------- | --- |
| Dassault Rafale                       | Francia                     | Caza polivalente                                   | Total                              | 24          | |
| General Dynamics F-16 Fighting Falcon | Estados Unidos              | Caza polivalente                                   | +Total                             | -160        | 30 nuevos Block 52+ enviándose desde mayo de 2009 y completado a finales de 2009.                                                                   |
| Dassault Mirage 2000                  | Francia                     | Caza polivalente                                   | M2000-5 Mk2M2000 EGMM2000 BGMTotal | 2517244     | 10 M2000 EGM/BGM fueron mejorados con capacidad de radar y sistemas de armas a la versión M2000-5 Mk2.                                              |
| Transporte                            |                             |                                                    |                                    |             | |
| Lockheed C-130B/H Hercules            | Estados Unidos              | Transporte                                         | C-130B/HC-130H (EW)Total           | 13215       | Flota en proceso de mejora de aviónica (AUP) por SPAR Aerospace y HAI                                                                               |
| Alenia C-27J Spartan                  | Italia                      | Transporte                                         | C-27J                              | 8           | |
| Embraer ERJ-135ER                     | Brasil                      | Transporte VIP                                     | EMB-135LREMB-135BJ LEGACY          | 2           | |
| Embraer 145 AEW&C                     | Brasil                      | Alerta temprana y control aerotransportado (AEW&C) | E-99                               | 4           | Equipado con el sistema de radar Ericsson Erieye.                                                                                                   |
| Gulfstream V                          | Estados Unidos              | Transporte VIP                                     | G500                               | 1           | |
| Entrenamiento                         |                             |                                                    |                                    |             | |
| Cessna T-41 Mescalero                 | Estados Unidos              | Entrenador                                         | T-41D                              | 19          | Versión militar del Cessna 172 Skyhawk. |
| Beechcraft T-6 Texan II               | Estados Unidos              | Entrenador                                         | T-6AT-6A NTATotal                  | 252045      | El T-6A NTA tiene la capacidad de llevar contenedores de lanzacohetes y ametralladoras, tanques de combustible externos y bombas (similar al T-6B). |
| Rockwell T-2 Buckeye                  | Estados Unidos              | Entrenador                                         | T-2CT-2ETotal                      | -40         | [ 14 ] |
| Utilitarios                           |                             |                                                    |                                    |             | |
| Canadair CL-215                       | Canadá                      | Lucha contra incendios y SAR                       | CL-215                             | 13          | |
| Bombardier 415                        | Canadá                      | Lucha contra incendios y SAR                       | 415GR415MPTotal                    | 718         | El modelo CL-415MP se puede utilizar en modo multi-tarea según su configuración.                                                                    |
| PZL M18B "Dromader"                   | Polonia                     | Lucha contra incendios                             | M-18M-18BSTotal                    | 20323       | |
| Helicópteros                          |                             |                                                    |                                    |             | |
| Agusta A109 Hirundo                   | Italia                      | Helicóptero MEDEVAC                                | A109                               | 3           | |
| Eurocopter AS 332 Super Puma          | Francia · Alemania · España | Helicóptero CSAR y SAR                             | AS 332C1                           | 12          | [ 16 ] |
| Agusta-Bell AB205                     | Italia                      | Helicóptero polivalente                            | AB205A                             | 13          | |
| Agusta-Bell AB212                     | Italia                      | Helicóptero polivalente                            | AB212                              | 4           | |
| Otros                                 |                             |                                                    |                                    |             | |
| EAB Pegasus II                        | Grecia                      | Reconocimiento (RUAV)                              | E1-79                              | 16          | . |
| Total                                 |                             |                                                    |                                    | -           | |